# Prieuré de Gempe
Le prieuré de l’Ile-duc à Gempe fut fondé en 1219 par le chevalier Renier d’Udekem, quand le pieux chevalier transforma son château de Pellenberg pour y héberger ses huit filles. Cependant, l’abbaye de Parc à Heverlee près de Louvain, s’opposa à la création du nouveau prieuré parce qu’il était situé trop près de l’abbaye. 
C’est Henri Ier, duc de Brabant, qui sauva le jeune prieuré en lui faisant don de douze bonniers de terres labourables, prairies, bois et marais et un moulin situés à Gempe, hameau de Sint-Joris-Winge, dans le Brabant flamand, en Belgique. Le prieuré norbertin obtint également le droit de patronage sur les églises de Sint-Joris-Winge, Kortrijk-Dutsel et Nieuwrode. L’avenir du prieuré était ainsi garanti.
En 1487, le prieuré fut placé sous l'autorité du prélat de l'abbaye de Parc.
Le prieuré n'a pas survécu à la Révolution française. Il fut détruit, ses biens étant confisqués et vendus. Il ne subsiste aujourd’hui que la ferme, le mur d’enceinte et deux portes d’entrée.